# Capitanía de Santo Amaro
La capitanía de Santo Amaro fue creada en 1534 cómo uno de los quince lotes del territorio brasileño entregados por el rey de Portugal, Juan III, a los donatarios en régimen de hereditario. La capitanía fue donada a Pero Lopes de Sousa e iba desde la boca del río Juqueriquerê, en Caraguatatuba, hasta Bertioga (de norte a sur de la costa paulista).
La capitanía, sin recursos naturales de importancia y sin vínculos con el Planalto, no se desarrolló. Las únicas acciones destinadas a ocupar el territorio fueron la construcción de los Fuertes de São João y São Filipe, destinados a la protección del puerto de Santos, una beneficiaria de aceite de ballena en el extremo norte de la isla, en la desembocadura del canal de Bertioga y la acción de algunos grupos de jesuitas para la catequesis de indios.
Con el tiempo, pasó a ser, en la práctica, parte de la capitanía de San Vicente, la cual pasó a compartir con Santo Amaro el mismo donatario a partir de la década de 1620, con el triunfo del conde de Monsanto en la disputa judicial con la condesa de Vimieiro.

## Lista de los donatarios de la capitanía de Santo Amaro
- Pero Lopes de Sousa
- Pedro Lopes, teniendo como tutora su madre Isabel de Gamboa
- Martim Afonso, teniendo como tutora su madre Isabel de Gamboa
- Jerônima de Albuquerque y Sousa
- Isabel de Lima de Sousa Miranda
- Lopo de Sousa, también donatario de la capitanía de San Vicente
- Luís de Castro, conde de Monsanto
- Álvar Pérez de Castro